# Heroz4Hire
Albums de Jeru the Damaja
Wrath of the Math
(1996) Divine Design
(2003)
Singles
1. 99.9
Sortie : 1999
2. Blak Luv
Sortie : 2002

Heroz4Hire est le troisième album studio de Jeru the Damaja, sorti le 7 septembre 1999.

## Liste des titres
| No  | Titre                                               | Auteur              | Contient un (des) sample(s) de                                        | Durée |
| --- | --------------------------------------------------- | ------------------- | --------------------------------------------------------------------- | ----- |
| 1.  | Supahuman Theme                                     | Kendrick Jeru Davis |                                                                       | 1:24  |
| 2.  | Great Solar Stance                                  | Davis               |                                                                       | 2:56  |
| 3.  | Verbal Battle (featuring Miz Marvel)                | Davis               |                                                                       | 4:00  |
| 4.  | Bitchez Wit Dikz (featuring Miz Marvel et Lil' Dap) | Davis               |                                                                       | 3:37  |
| 5.  | Seinfeld                                            | Davis               | Survival de Yes                                                       | 3:41  |
| 6.  | Renagade Slave                                      | Davis               |                                                                       | 3:07  |
| 7.  | Presha                                              | Davis               |                                                                       | 3:25  |
| 8.  | Superhumanz N Luv (Interlude)                       | Davis               |                                                                       | 0:56  |
| 9.  | Anotha Victim (featuring Miz Marvel)                | Davis               |                                                                       | 3:20  |
| 10. | Billie Jean (Safe Sex)                              | Davis               |                                                                       | 4:21  |
| 11. | Blak Luv                                            | Davis               | Just the Two of Us de Grover Washington, Jr. et Bill Withers          | 4:06  |
| 12. | What a Day                                          | Davis               |                                                                       | 2:57  |
| 13. | Miz Marvel (featuring Miz Marvel)                   | Davis               |                                                                       | 3:45  |
| 14. | 99.9 Pa Cent                                        | Davis               | Waterfall de l'Electric Light Orchestra Come Clean de Jeru the Damaja | 3:48  |